# Wake Up Call (álbum de Theory of a Deadman)
Wake Up Call es el sexto álbum de la banda canadiense de post-grunge Theory of a Deadman, fue lanzado al mercado el 27 de octubre de 2017 mediante del sello discográfico Atlantic Records. El primer sencillo, Rx (Medicate), fue publicado el 27 de julio. El álbum alcanzó su punto máximo en los números trece y el número veinticuatro en las listas de Billboard Canadian Albums y US Billboard 200, respectivamente.
Wake Up Call es sólo una aproximación básica al sonido de la banda en sus tres discos, Scars & Souvenirs, The Truth Is... y Savages, dejando atrás el hard rock y el rock sureño que caracterizó a sus tres trabajos más recientes, dirigiendo su nuevo álbum hacia el Pop rock y electropop.
El álbum fue precedido por dos sencillos lanzados del álbum, incluyendo las canciones de éxito comercial: "Rx (Medicate)", "Straight Jacket" y "Wicked Game".

## Estilo musical
Wake Up Call se ha visto como un alejamiento de los álbumes anteriores de Theory of a Deadman, que tuvo más de una base dentro del género de hard rock. La banda ha acreditado este cambio al cantante líder Tyler Connolly adquiriendo y aprendiendo a tocar el piano antes de la grabación del álbum. Connolly también expresó su sentimiento de creatividad y cansancio al decir: "Por alguna razón, este álbum, me sentí aprovechado por el lado de la guitarra. Sentí que cada riff estaba escrito". Con el aliento de un amigo, Connolly compró un piano y le dijo a Billboard:

... [Yo] solo comencé a tocar y escribir canciones como nunca antes había escrito canciones. Y las canciones eran muy diferentes y las letras eran muy diferentes. Venía de un lugar de completa libertad. No vino de un lugar de, '¿Dónde está la música en este momento? ¿Qué está haciendo el rock? Fui solo yo sentado al piano y tocando acordes y notas, y de repente surgió una idea de canción tras otra.

## Promoción
Wake Up Call marcó el primer álbum en el que la banda fue por su nombre abreviado, Theory. Su primer sencillo, "Rx (Medicate)", fue lanzado el 27 de julio de 2017, el mismo día en que Theory of a Deadman anunció el nombre de su álbum respectivo. La canción aborda la epidemia de opiáceos que ha afectado a los Estados Unidos, con Connolly explicando a Billboard que "realmente quería hablar sobre lo desordenado que es Estados Unidos" con respecto a los medicamentos recetados.
Los pedidos anticipados del álbum se pusieron a disposición el 28 de julio de 2017, que incluía "Rx (Medicate)" como una descarga instantánea y gratuita. "Echoes" también se puso a disposición con pedidos anticipados en septiembre de 2017.
La banda lanzó una gira de 33 ciudades durante el otoño de 2017. La gira se extendió hasta 2018 para incluir espectáculos por el oeste de Canadá, California y Nevada, con planes de viajar también al Reino Unido y a otras ciudades de Europa.

## Recepción

### Comentarios de la crítica
Wake Up Call fue aclamado por la crítica la semana de su lanzamiento. El escritor de AllMusic, James Christopher Monger le dio al álbum tres de cinco estrellas, diciendo que "muestra un nivel de madurez lírica que ha eludido a la banda desde que firmaron por primera vez un acuerdo con los 604 Records de Chad Kroeger en 2001". 
Alternative Addiction declaró: "Este es un álbum divertido que encontrará a su audiencia, simplemente no podemos decirle cuánto de esa audiencia será la misma de los álbumes anteriores". La mayoría de los elogios se atribuyeron al cambio de estilos musicales de la banda, con Allen J. Miller de Cryptic Rock que concluyó: "Hay que dárselo a [Tyler] Connolly y compañía por ser lo suficientemente audaz para hacer un cambio de una fórmula que funcionó tan bien que se ganaron álbumes de álbumes durante 15 años".
Über Rock criticó el álbum, afirmando: "Con apenas un rastro de su sonido establecido, Wake Up Call se presenta como un intento desesperado de usar la ropa de la música pop. Desafortunadamente para Theory Of A Deadman, encajan terriblemente". Haydon Benfield de Renowned for Sound también criticó el disco y dijo: "Con Wake Up Call ofreciendo poco para cautivar al oyente, es difícil imaginar qué atractivo usa Theory of a Deadman para atraer a sus fanes".

## Lista de canciones
| N.º | Título                               | Escritor(es) | Duración |  |
| 1.  | «Straight Jacket»                    |              | 4:00     |  |
| 2.  | «Rx (Medicate)»                      |              | 3:53     |  |
| 3.  | «Echoes»                             |              | 3:58     |  |
| 4.  | «Wake Up Call»                       |              | 3:55     |  |
| 5.  | «PCH»                                |              | 3:35     |  |
| 6.  | «G.O.A.T.»                           |              | 4:08     |  |
| 7.  | «Loner»                              |              | 3:36     |  |
| 8.  | «Time Machine»                       |              | 2:56     |  |
| 9.  | «Glass Jaw»                          |              | 3:52     |  |
| 10. | «Po Mouth»                           |              | 3:34     |  |
| 11. | «Wicked Game» (Cover de Chris Isaak) |              | 3:40     |  |

## Posicionamiento en lista
| Lista (2017)                            | Posiciones |
| --------------------------------------- | ---------- |
| Canadá (Billboard Canadian Albums)      | 13         |
| Estados Unidos (Billboard 200)          | 24         |
| Estados Unidos (Top Alternative Albums) | 4          |
| Estados Unidos (Top Rock Albums)        | 5          |

## Personal
Theory of a Deadman
- Tyler Connolly – Voz principal, piano, guitarra
- Dave Brenner – Guitarra
- Dean Back – Bajo
- Joey Dandeneau – Batería

Produccion
- Martin Terefe – Productor